# Tři chlapi na cestách
Tři chlapi na cestách je československá filmová komedie, kterou natočil režisér Oldřich Lipský podle scénáře, který napsal společně s Jaroslavem Dietlem. Do československých kin byl snímek uveden 30. listopadu 1973. Vznikl jako volné pokračování televizního seriálu Tři chlapi v chalupě, vysílaného v letech 1961–1963, a celovečerního filmu Tři chlapi v chalupě (1963). Hlavní role si zopakovali Lubomír Lipský, Jan Skopeček a Ladislav Trojan.

## Příběh
Členové JZD v Ouplavicích se vydají na dvoudenní zájezd do západních Čech. Jejich cílem jsou zemědělské závody na Tachovsku, Karlovy Vary a plzeňský pivovar. Václav Potůček se kvůli problémům s telaty už před exkurzí rozhodl rezignovat na post předsedy JZD, o který má naopak zájem energická Eliška Kacířová.

## Obsazení
- Lubomír Lipský jako děda Potůček
- Jan Skopeček jako Václav Potůček, otec, předseda JZD
- Ladislav Trojan jako Venda Potůček, syn, předseda místní organizace ČSM
- Stella Zázvorková jako Nedomova žena
- Vlastimil Brodský jako Béďa Nedoma, zootechnik
- Karolina Slunéčková jako Eliška Kacířová, družstevnice
- Jan Libíček jako Kacíř, Eliščin manžel
- Naďa Konvalinková jako Renátka
- Jiří Schmitzer jako Honza
- Zdena Hadrbolcová jako Mařka, Bobešova žena
- Jaroslav Moučka jako Bohouš Bobeš, družstevník